# Resolutie 1559 Veiligheidsraad Verenigde Naties
Resolutie 1559 van de Veiligheidsraad van de Verenigde Naties, aangenomen op 2 september 2004, spreekt met name de hoop uit voor een vrij en onafhankelijk Libanon. Daarmee doelde de Veiligheidsraad op de militaire aanwezigheid van Syrië en de gewapende milities van onder andere Hezbollah en diverse Palestijnse facties die in Libanon aanwezig waren. De resolutie werd gesponsord door Frankrijk en de Verenigde Staten, wat een eerste internationale samenwerking tussen beide landen was sinds de Irakoorlog.
Zowel de regering van Syrië als die van Libanon spraken zich in eerste instantie uit tegen de resolutie, met als belangrijkste argument dat zoveel andere resoluties aangaande het Midden-Oosten, en met name Israël, eerst maar eens moeten worden uitgevoerd. Later heeft de Syrische president Bashar al-Assad wel zijn steun uitgesproken voor volledige medewerking aan de resolutie.
In reactie op de VN-resolutie, en met name naar aanleiding van de moordaanslag op de voormalig minister-president van Libanon Rafik Hariri, heeft Syrië zijn troepen teruggetrokken uit Libanon.